# Mordellistena carinthiaca
Mordellistena carinthiaca är en skalbaggsart som beskrevs av Karl Friedrich Ermisch 1966. Mordellistena carinthiaca ingår i släktet Mordellistena, och familjen tornbaggar. Arten är reproducerande i Sverige.